# Mark Kac
Cet article concerne le mathématicien polonais spécialiste des probabilités. Pour le mathématicien russe spécialiste de théorie des représentations et physique mathématique, voir Victor Kac. Pour les autres significations, voir Kac.
Mark Kac ou parfois Marek Kac (prononcé katz), né le 3 août 1914 à Kremenets (Empire Russe) et mort le 25 octobre 1984 à Los Angeles, est un mathématicien américain d'origine polonaise, spécialiste de la théorie des probabilités.

## Éléments biographiques
Né à Kremenets (actuellement en Ukraine), Mark Kac fut membre de l'école mathématique de Lwów. Il émigre en 1937 aux États-Unis où il s'établit définitivement.
Auteur de nombreux ouvrages ayant trait notamment à la théorie des probabilités, il est, à maintes reprises, primé par ses pairs.
En 1966, il synthétise un problème de géométrie spectrale sous la forme d'une question devenue célèbre : « Peut-on entendre la forme d'un tambour ? » .
Après vingt années passées à l'Université Rockefeller de New York où il enseigna les mathématiques de 1961 à 1981, il rejoint en qualité de président du département des mathématiques l'Université de Californie du Sud située à Los Angeles. 
Après trois années passées à ce poste, il meurt à Los Angeles, le 25 octobre 1984.